# Poland Trophy

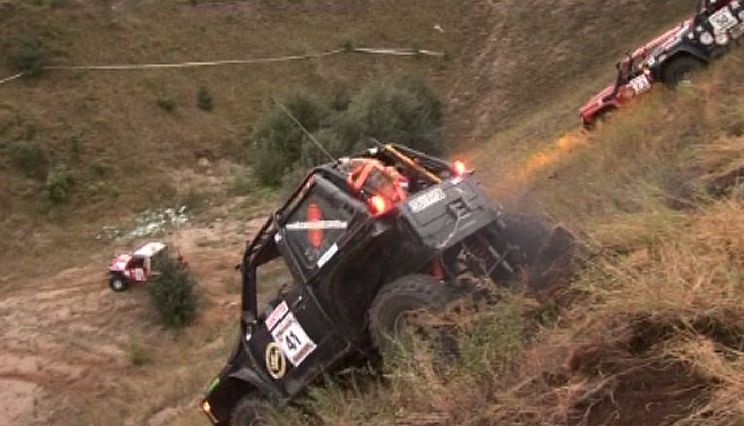
Rajd off-road

Poland Trophy Dragon Winch Extreme – cykl rajdów samochodowych dla amatorów, organizowany przez firmę Euroforum, na terenie Polski. Wszystkie rundy są rajdami przeprawowymi off-road dla samochodów terenowych i quadów.

## Historia
Zawody Poland Trophy rozgrywane są od 2007 roku. Od początku ich organizatorem jest agencja Euroforum. Od 2011 roku tytularnym sponsorem zawodów jest firma DRAGON WINCH, producent wyciągarek. Od początku zamierzeniem twórców było stworzenie najbardziej ekstremalnego rajdu przeprawowego w tej części Europy. Jednocześnie impreza miała być zorganizowana niezwykle profesjonalnie pod każdym względem – od obsługi zawodników i zastosowania do tego najnowocześniejszych i premierowych w Polsce rozwiązań technologicznych, poprzez ekstremalną trudność przepraw na trasie, aż po odpowiednią, medialną i marketingową oprawę całości.

## Zawodnicy
Zawodnicy z klasy quadów i kierowcy startujący w Poland Trophy muszą posiadać prawo jazdy, wobec pilotów nie ma żadnych wymagań. Liczba zgłoszeń jest ograniczana ze względu na pojemność trasy.

## Klasy
Rywalizacja odbywa się w trzech kategoriach:
Quad Extreme (QEX) – wspólna klasa dla wszystkich quadów. Regulamin nie narzuca tu żadnych ograniczeń, choć obowiązkowe jest posiadanie wyciągarki, a zawodnik musi być ubrany w kompletny strój ochronny i kask.
Advance (ADV) – obejmuje samochody terenowe. Regulamin nie precyzuje zakresu przeróbek, jedynie ogranicza liczbę wyciągarek do dwóch. Dozwolone są tylko wyciągarki elektryczne. Zalecane jest wyposażenie auta w klatkę bezpieczeństwa, pałąk ochronny lub sztywny dach.
No Limit (NOL) – w tej klasie nie ma żadnych ograniczeń technicznych, wymagana jest tylko klatka bezpieczeństwa i co najmniej jedna wyciągarka. Wszystkie samochody startujące w Poland Trophy muszą posiadać ważny dowód rejestracyjny.

## Rajd
Sezon Poland Trophy składa się z trzech imprez. W 2012 roku rajdy odbyły się w Łazach (woj. śląskie), Mogilnie (woj. kujawsko-pomorskie) i w Walimiu (woj. dolnośląskie).
Każdy rajd składa się z trzech części: Prologu, Etapu Nocnego i Etapu Dziennego. W ramach etapów Nocnego i Dziennego rozgrywane są odcinki specjalne, które zawodnicy muszą pokonać zgodnie ze wskazówkami książki drogowej. Wszystkie próby mają charakter przeprawowy.